# Berberis replicata
Berberis replicata är en berberisväxtart som beskrevs av W. W. Smith. Berberis replicata ingår i släktet berberisar, och familjen berberisväxter. Inga underarter finns listade i Catalogue of Life.